# Base San Martín
La base antártica San Martín o base San Martín es una estación científica de la República Argentina en la Antártida bajo la responsabilidad del Comando antártico del Ejército Argentino. Se localiza en el islote Barry o San Martín del grupo de los islotes Debenham, en el paso Motteta de la costa Fallières, en la bahía Margarita de la península Antártica. La base San Martín es, de las bases argentinas, la que está localizada más al oeste. Es habitada todos los años por alrededor de 20 personas. Las actividades científicas en la base están reunidas en el LASAN (Laboratorio Antártico Multidisciplinario en Base San Martín). Fue el primer establecimiento humano al sur del círculo polar antártico.

## Historia

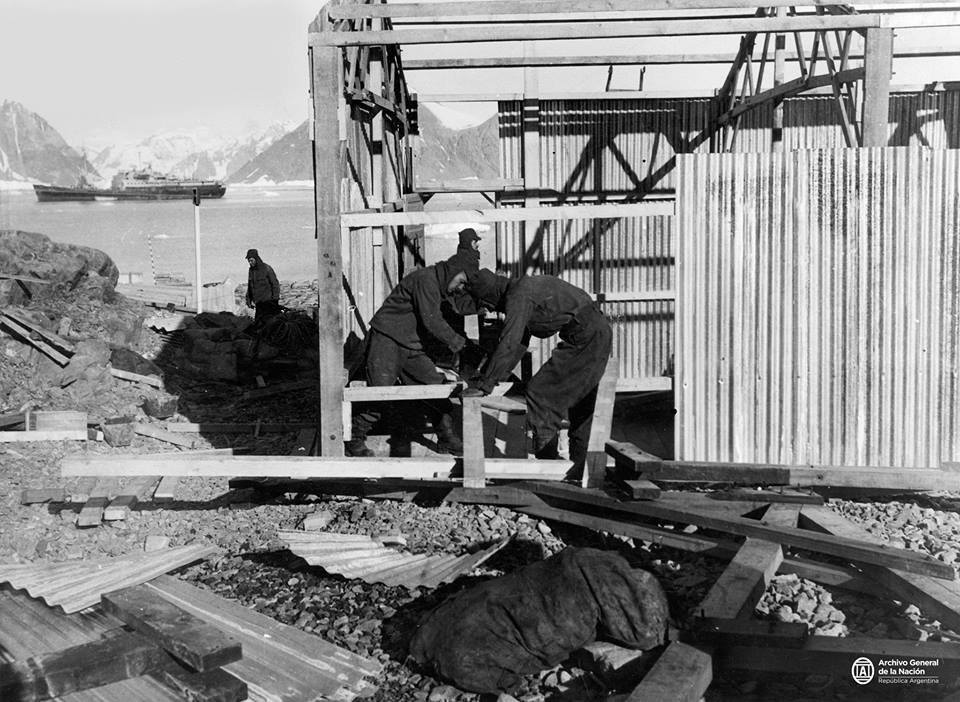
Construcción de la Base San Martín en la bahía Margarita, en 1948.

En el sitio luego ocupado por la Base San Martín fue establecida la Base Isla Barry de la Expedición Británica a la Tierra de Graham entre el 29 de febrero de 1936 y el 12 de marzo de 1937. La cabaña fue reparada en 1946 por el Falkland Islands Dependencies Survey, pero no fue ocupada.
Para transportar al personal y los materiales desde Buenos Aires a la bahía Margarita, en donde el nuevo establecimiento iba a ser construido, la Armada Argentina envió al transporte Santa Micaela de la compañía naviera Pérez Companc S. A.. El Santa Micaela partió del puerto de Buenos Aires el 12 de febrero de 1951 al mando del capitán Santiago Farrell.
El Santa Micaela ancló en el lugar elegido el 8 de marzo de 1951 escoltado por el remolcador ARA Sanavirón de la Armada Argentina. La cabaña británica fue desmantelada y luego de más de 12 días de trabajo fue terminada la casa principal de dos pisos con una doble pared de madera, un depósito principal, una casa de emergencia, 5 almacenes metálicos para los suministros, alojamiento para los perros, un generador eléctrico y 4 torres para la antena rómbica de 25 m. La base fue inaugurada el 21 de marzo de 1951 por el entonces coronel Hernán Pujato, siendo en ese momento el establecimiento más austral del mundo. Desde ese momento la estación meteorológica de la base proveyó de registros y pronósticos indispensables para la navegación en las aguas adyacentes a la península Antártica.
En marzo de 1952 el ARA Bahía Aguirre ancló en la bahía Margarita transfiriendo la tripulación de relevo a través de un helicóptero Sikorsky S-51, la primera de su tipo realizada por las Fuerzas Armadas argentinas en la Antártida. El 30 de junio de 1952 la base sufrió un incendio que destruyó la casa principal, dos depósitos de víveres, la usina y la estación de radio, pero las actividades continuaron normalmente. Como el hielo impidió el reabastecimiento de la base, el 26 de marzo de 1953 el Avro Lincoln de la Fuerza Aérea Argentina apodado avión Cruz del Sur, sobrevoló la base arrojando víveres y otros elementos vitales. El personal de la base San Martín realizó varias expediciones exploratorias a los límites norte y sur de la bahía y cruzaron la cordillera de la península Antártica alcanzando la ensenada Mobiloil en el mar de Weddell. Nuevos incendios ocurrieron en 1958 y en 1959.

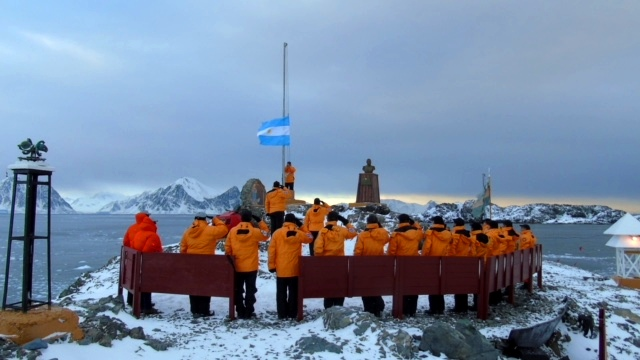
Conmemoración del 67 aniversario de la Base San Martín, 21 de marzo de 2018.

El 28 de febrero de 1960 fue desactivada. El 14 de junio de 1962 una expedición liderada por el primer teniente Gustavo Adolfo Giró Tapper partió de la Base Esperanza buscando un paso que vinculara esta base con la San Martín. Usando snowcats y trineos con perros ellos exploraron la bahía Duse, el canal Príncipe Gustavo, el cabo Longing, los nunataks Foca, la península Ameghino, la isla Jason, el cabo Robinson y la bahía Carreta, en donde debieron dejar el snow cats y continuaron para cruzar la cordillera. Después de alcanzar San Martín, retornaron a Esperanza, arribando el 25 de agosto. Durante el viaje el equipo debió sortear numerosos obstáculos y soportar temperaturas inferiores a -43 °C con vientos catabáticos de 220 km/h. Esta expedición es considerada aun como la más importante realizada en el área.
Volvió a funcionar permanentemente a partir del 21 de marzo de 1976 con nuevas instalaciones. Se llamó base de Ejército General San Martín hasta que en la década de 1990 su nombre fue modificado a base antártica San Martín o base San Martín. En el 2004 fueron depositados, en el vecino islote Bárbara, los restos del fundador de la base.

## Instalaciones

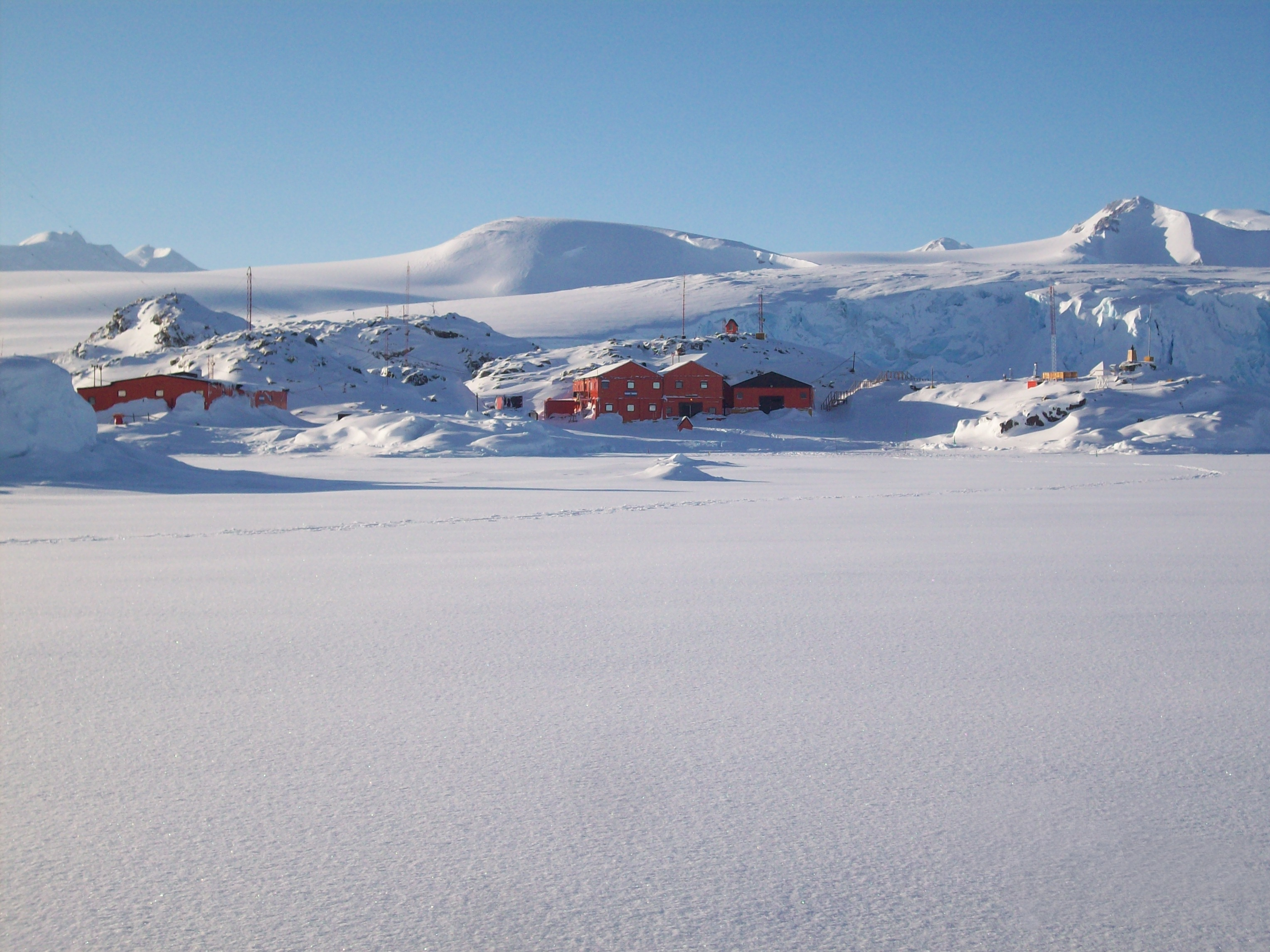
Vista general de la base, invierno austral de 2008.

La base cuenta con la Plaza Histórica, que es el lugar en el que se hallaba emplazada la antigua Base San Martín (primeras edificaciones) y con el Mausoleo de la Base San Martín en el islote Bárbara, donde están depositadas las cenizas del general Pujato.
El lema de la base es "Hombres de voluntad, luchan y vencen desde 1951".
La base cuenta con las siguientes instalaciones:
- Casa principal
- Casa auxiliar
- Laboratorio
- Radio
- Usina eléctrica
- Parque automotor
- Taller automotor
- Enfermería
- Carpintería
- Capilla católica Cristo Caminante
- Depósitos varios

Bajo responsabilidad de la base se hallan los refugios:
- Refugio 17 de Agosto 68°09′S 67°09′O / -68.150, -67.150 (Activo)
- Refugio Ona 68°06′00″S 67°01′32″O / -68.10000, -67.02556 (Activo)
- Refugio El Plumerillo 68°20′S 67°10′O / -68.333, -67.167 (Desactivado)
- Refugio Paso de los Andes 67°49′S 68°40′O / -67.817, -68.667 (Desactivado)
- Refugio Nogal de Saldán 69°39′S 68°33′O / -69.650, -68.550 (Desactivado)
- Refugio Granaderos 68°42′S 67°40′O / -68.700, -67.667
- Refugio Chacabuco 68°06′S 66°31′O / -68.100, -66.517
- Refugio Yapeyú 68°05′S 66°41′O / -68.083, -66.683
- Refugio Maipú 68°06′S 65°58′O / -68.100, -65.967

La base cuenta con un helipuerto, y puede recibir aviones tipo Twin Otter con esquíes en el glaciar Uspallata, mientras que en el invierno puede usarse como pista el mar congelado cercano.

## Clima
| Parámetros climáticos promedio de Base San Martín         | Parámetros climáticos promedio de Base San Martín | Parámetros climáticos promedio de Base San Martín | Parámetros climáticos promedio de Base San Martín | Parámetros climáticos promedio de Base San Martín | Parámetros climáticos promedio de Base San Martín | Parámetros climáticos promedio de Base San Martín | Parámetros climáticos promedio de Base San Martín | Parámetros climáticos promedio de Base San Martín | Parámetros climáticos promedio de Base San Martín | Parámetros climáticos promedio de Base San Martín | Parámetros climáticos promedio de Base San Martín | Parámetros climáticos promedio de Base San Martín | Parámetros climáticos promedio de Base San Martín |
| Mes                                                       | Ene.                                              | Feb.                                              | Mar.                                              | Abr.                                              | May.                                              | Jun.                                              | Jul.                                              | Ago.                                              | Sep.                                              | Oct.                                              | Nov.                                              | Dic.                                              | Anual                                             |
| --------------------------------------------------------- | ------------------------------------------------- | ------------------------------------------------- | ------------------------------------------------- | ------------------------------------------------- | ------------------------------------------------- | ------------------------------------------------- | ------------------------------------------------- | ------------------------------------------------- | ------------------------------------------------- | ------------------------------------------------- | ------------------------------------------------- | ------------------------------------------------- | ------------------------------------------------- |
| Temp. máx. media (°C)                                     | 4.2                                               | 3.3                                               | 1.1                                               | -1.6                                              | -2.5                                              | -4.9                                              | -6.4                                              | -6.9                                              | -4.7                                              | -3.2                                              | 0.1                                               | 3.2                                               | -1.5                                              |
| Temp. media (°C)                                          | 1.6                                               | 0.7                                               | -1.5                                              | -4.1                                              | -5.9                                              | -8.9                                              | -11.1                                             | -11.8                                             | -9.7                                              | -6.9                                              | -3.0                                              | -0.5                                              | -5.1                                              |
| Temp. mín. media (°C)                                     | -0.5                                              | -1.3                                              | -3.7                                              | -6.7                                              | -8.7                                              | -13.0                                             | -16.3                                             | -17.1                                             | -14.8                                             | -11.2                                             | -6.2                                              | -1.9                                              | -8.5                                              |
| Días de nevadas (≥ 1 mm)                                  | 6                                                 | 9                                                 | 12                                                | 14                                                | 15                                                | 14                                                | 18                                                | 17                                                | 17                                                | 17                                                | 15                                                | 10                                                | 164                                               |
| Fuente n.º 1: Servicio Meteorológico Nacional (Argentina) |                                                   |                                                   |                                                   |                                                   |                                                   |                                                   |                                                   |                                                   |                                                   |                                                   |                                                   |                                                   |                                                   |
| Fuente n.º 2: Weatherbase                                 |                                                   |                                                   |                                                   |                                                   |                                                   |                                                   |                                                   |                                                   |                                                   |                                                   |                                                   |                                                   |                                                   |

## Actividades científicas

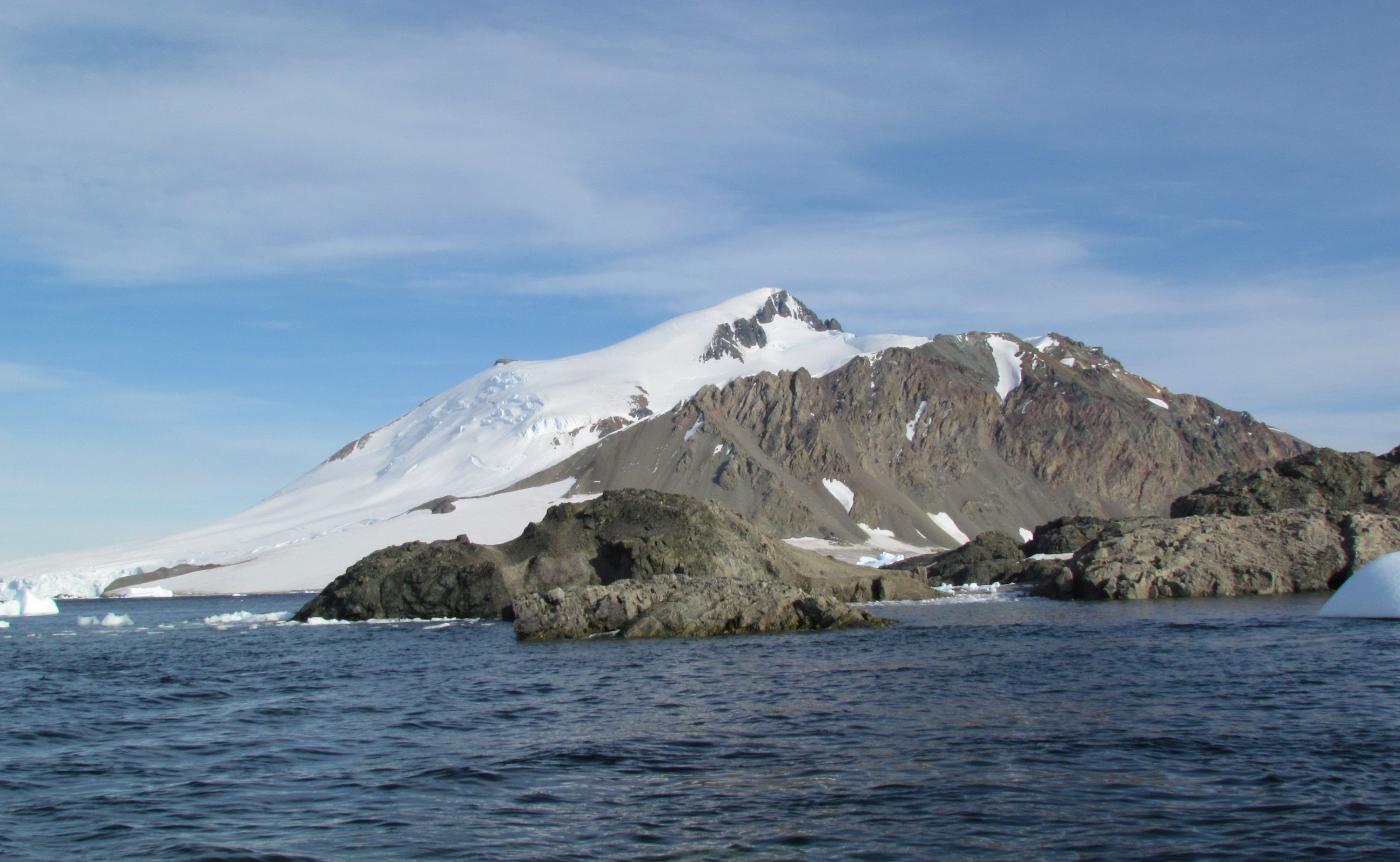
Isla Millerand vista desde la Base San Martín.

En la base se realizan investigaciones en geodesia, sismología y ciencias de la atmósfera. En la zona se ha encontrado presencia de cobre y otros metales.

## Sitio y Monumento Histórico
Las instalaciones abandonadas de la original Base San Martín, incluyendo cruz, un asta de bandera, y un monolito construido en 1951, fueron designadas en 1972 Sitio y Monumento Histórico de la Antártida SMH 26: Estación abandonada San Martín bajo el Tratado Antártico, y conservadas por la base.